# Emma Boghen Conigliani
Emma Boghen Conigliani (Venezia, 1866 – Roma, 1956) è stata una scrittrice, traduttrice e critica letteraria italiana.

## Biografia
Nacque a Venezia in una famiglia di ottima cultura e istruzione, ereditate per antica tradizione e rinnovate nel clima di partecipazione alle neonate istituzioni unitarie. Il padre, Guglielmo Boghen, era un orefice e incisore di origine ungherese, la madre, Ernesta Pirena, proveniva da una famiglia ebrea di Ferrara, mentre Felice Boghen - il fratello di Emma - è stato un compositore e didatta musicale di discreta fama e le donne di famiglia si sono distinte in campi, come quelli dell'istruzione e della pubblicistica periodica, tipicamente maschili: la sorella Isa Boghen Cavalieri si è distinta nel giornalismo, mentre Emma lo è stato anche come prolifica scrittrice, insegnante e letterata impegnata.
Grande rilievo ebbe nella vita di Emma Boghen Conigliani la sua attività di insegnante di letteratura italiana della Regia scuola normale femminile superiore che esercitò presso varie sedi, tra cui Ancona, Udine, Napoli, Brescia e Firenze. Ha partecipato attivamente alla vita intellettuale nazionale attraverso la pubblicistica, la letteratura precettistica, le traduzioni, le conferenze pubbliche, la narrativa e l'editoria scolastica con una serie di antologie scolastiche ed edizioni di testi e storie letterarie curate per gli studenti delle scuole superiori, titoli dove la storia della letteratura italiana è affrontata dalle origini all'età moderna (tomi più volte ristampati come autentici longseller), mentre libri sempre rivolti a un pubblico di studenti, in particolare per quello di genere femminile, sono quelli dedicati monograficamente ai più grandi autori della letteratura italiana, come Dante, Boccaccio, Petrarca e poi Gozzi, Parini, Foscolo, Leopardi, Mazzini. Nella sua ricca bibliografia compaiono anche testi scritti per l'infanzia (Racconti semplici, 1891; Contro la sorte. Romanzo per i giovanetti, 1901), prove narrative (Rose di macchia, 1893; Nella vita. Novelle, 1896), edizioni e commenti a classici e testi di scrittori passati (La Divina Commedia, scene e figure, 1894; Pamela nubile, commentata ad uso delle scuole, 1902), saggi musicali (Le origini del melodramma, 1896), di critica letteraria (Studi letterari, 1897), in bilico tra resoconto storico-letterario e saggio di costume (La donna nella vita e nelle opere di Giacomo Leopardi, 1898), o che affrontano un tema sui generis come quello dell'umorismo (come per esempio il testo della conferenza del 1902 su L'umorismo in Italia, che fa parte di una serie di letture tenute a Brescia presso la locale scuola femminile), oltre a traduzioni dal francese, dal tedesco e dall'inglese.
Le leggi razziali e il pregiudizio antisemita non hanno risparmiato Emma Boghen, il cui il nome compare nella lista di proscrizione di intellettuali ebrei circolata alla fine degli anni trenta, insieme a quello di molte altre donne accusate di monopolizzare l'educazione della gioventù. Ha infatti speso il suo impegno con determinazione tra le file della stampa legata al nascente movimento femminista, oltre a scrivere negli organi della comunità ebraica italiana: quindi doppiamente coinvolta nella lotta per l'emancipazione, come donna e come appartenente a una minoranza che solo con il nuovo stato nazionale aveva ottenuto riconoscimento e parità. Tra le testate in cui è apparso il suo nome: «Cordelia», «Rivista Bibliografica», «Vita Femminile» e «Il Vessillo Israelitico». Come molte altre scrittrici del suo tempo, non poté fare a meno dell'appoggio di letterati influenti. Intrattenne un rapporto di affetto e vicinanza intellettuale con Giosuè Carducci, al quale inviò gran parte dei suoi libri appena pubblicati, e con Enrico Nencioni a cui dedicò un capitolo del volume Studi letterari. Fu molto legata a Jolanda (Maria Majocchi Plattis) ed ebbe scambi con Evelyn Franceschi Marini, un'altra delle poche letterate del tempo visibilmente attive nel campo della critica letteraria. Anche il sodalizio con il marito Federico Conigliani, autore di testi scolastici, fu all'insegna di un alto profilo culturale.

## Archivio
Le carte d'archivio di Emma Boghen Conigliani furono donate nel 1986 insieme alla sua biblioteca personale all'Archivio contemporaneo Alessandro Bonsanti del Gabinetto scientifico letterario G. P. Vieusseux, dove sono conservate ma non consultabili. Il fondo, ancora non riordinato, è costituito da 38 faldoni con documenti di archivio dal sec. XIX ultimo quarto - sec. XX prima metà, corredato da un primo sommario elenco di consistenza, redatto nel 2013. Mentre i volumi della sua biblioteca, circa 2000 libri, non sono catalogati. 

## Opere
- Racconti semplici, 1891
- Rose di macchia, 1893
- La Divina Commedia, scene e figure: appunti critici, storici ed estetici, 1894
- Nella vita. Novelle, 1896
- Le origini del melodramma, 1896
- Studi letterari, 1897
- La donna nella vita e nelle opere di Giacomo Leopardi, 1898
- Giovinezza e Infanzia e adolescenza, 1899
- Contro la sorte. Romanzo per i giovanetti, 1901
- Pamela nubile, commentata ad uso delle scuole, 1902
- Il giardino infantile rurale modello di Mompiano giudicato sotto l'aspetto sociale, 1902
- Età delle origini: poesia e prosa. Letture scelte e annotate ad uso delle rr. Scuole normali da Emma Boghen Conigliani, Bemporad, Firenze 1906
- C. Goldoni, La famiglia dell'antiquario, Paravia, Torino 1920
- Molière, Le preziose ridicole e il medico per forza. Edizione per le scuole a cura di Emma Boghen Conigliani, Barbèra, Firenze 1924.